# 林美恵
林 美恵（はやし みえ、1979年9月9日 - ）は、東京都世田谷区出身のアイドル。本名・平林美恵。

## 略歴
- 血液型A型、身長163cm、バスト85cm、ウエスト58cm、ヒップ85cm
- 所属：ジールアソシエイツ←ヒラタエージェンシー
- 所属グループ：黒BUTAオールスターズ
- 最終学歴：東京大学教育学部附属高等学校
- 1996年、学業に専念するため、当時レギュラー出演していた『超光戦士シャンゼリオン』を降板（その後もゲストという形で数回出演）。その後芸能界を引退したが、2002年に発売された『ファンタスティックコレクション 超光戦士シャンゼリオン バイブル』（朝日ソノラマ）にコメントを寄せている。

## 主な出演作品

### テレビ
- 花の乱（1994年、NHK）
- ヘルプ!（1995年、フジテレビ）
- 世にも奇妙な物語 春の特別篇「友子の長い朝」（1995年、フジテレビ）
- 新婚なり!（1995年、TBS）- 村瀬美智子 役
- 超光戦士シャンゼリオン（1996年、テレビ東京）- 橘朱美 役

### 映画
- Love Letter（1995年）- 図書委員 真理 役

## ビデオ
- Kiss より もっと　　 RG-074 　 ISBN 4-89803-074-2   C0876　（1996年2月、リーガル出版）
  - オリジナル曲「Fool For You」「KISS よりもっと」を収録。

## 写真集
- UN!?BALANCE - 林美恵17歳1st写真集［アンバランス］　ISBN 4-89461-102-3 C0072 （1997年5月5日、バウハウス）

## 歌唱
- BRAND NEW〜心の音符たち（1996年、『超光戦士シャンゼリオン』挿入歌）
- 歌う女相撲取り（1996年、『超光戦士シャンゼリオン』挿入歌）